# Waltraud Klasnic

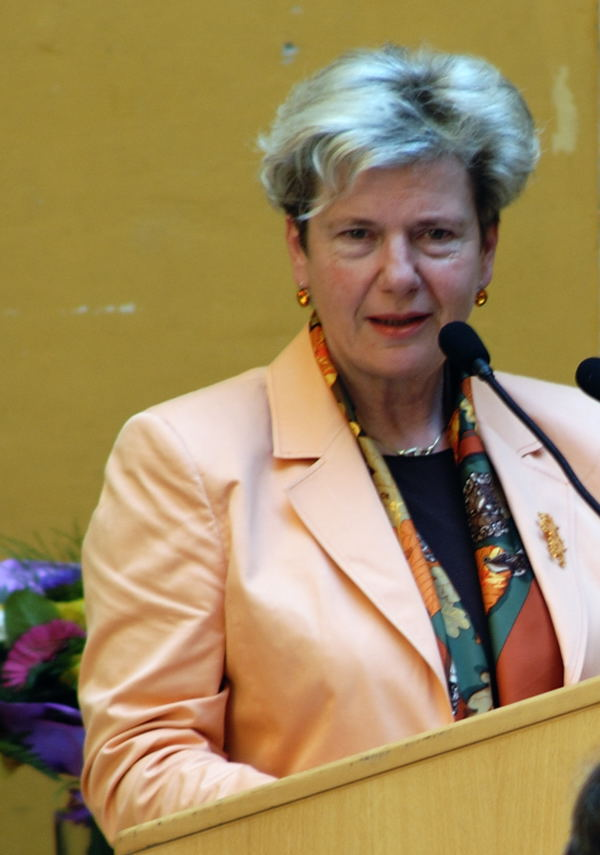
Waltraud Klasnic bei einer Rede (2004)

Waltraud Klasnic [klasnik] (* 27. Oktober 1945 in Graz, als Waltraud Tschiltsch, später adoptierte Mlinaritsch) ist eine ehemalige österreichische Politikerin (ÖVP). Sie war von 1996 bis 2005 Landeshauptmann der Steiermark und damit die erste Frau in Österreich, die das Amt an der Spitze eines Bundeslandes bekleidete. Sie stand den Landesregierungen Klasnic I und Klasnic II vor.

## Politische Laufbahn
Klasnic trat 1970 der Österreichischen Frauenbewegung, einer Organisation der ÖVP, bei und engagierte sich hier sowie später auch im Wirtschaftsbund, ebenfalls einer ÖVP-Teilorganisation. Politisch war sie von 1977 bis 1981 als Mitglied des Bundesrats tätig, wechselte dann in den steirischen Landtag und wurde 1983 3. Landtagspräsidentin. 1988 wurde sie Landesrätin für Wirtschaft, Tourismus und Verkehr in der Landesregierung Josef Krainer junior III und ab 1993 gleichzeitig 2. Landeshauptmannstellvertreterin in der Landesregierung Josef Krainer junior IV. Von 1990 bis 1997 war sie Landesgruppenobfrau des Wirtschaftsbunds, von März 1996 bis März 2006 Landesparteiobfrau der Steirischen Volkspartei.

## „Frau Landeshauptmann“

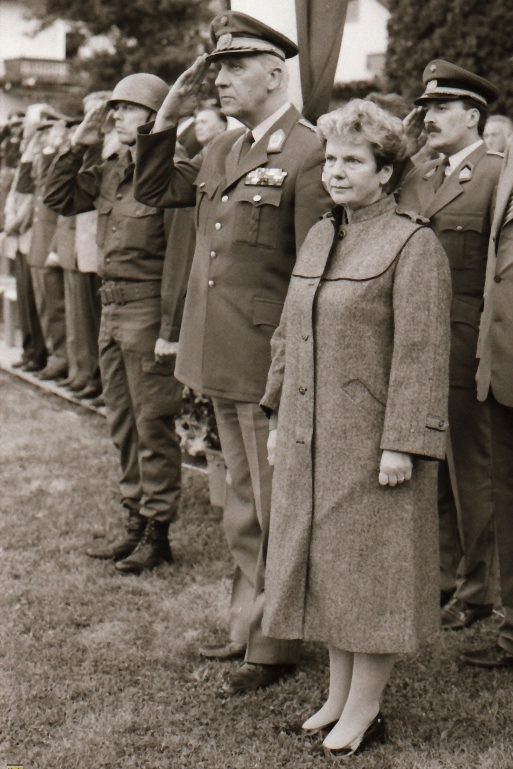
Landeshauptmann Waltraud Klasnic bei einer Angelobung des Bundesheeres

Da bei der Landtagswahl 1995 die ÖVP nur noch knapp den ersten Platz halten konnte, trat Josef Krainer junior zurück und schlug Landesrat Gerhard Hirschmann zum Nachfolger vor, dieser verzichtete aber zugunsten Klasnics. Diese wurde am 23. Jänner 1996 zur Landeshauptfrau der Steiermark gewählt und war damit die erste Landeschefin seit Bestehen der Republik Österreich. Anders als Gabi Burgstaller (SPÖ) in Salzburg, die acht Jahre nach Klasnics Amtsantritt die Bezeichnung „Landeshauptfrau“ wählte, legte Klasnic darauf Wert von den Landesbehörden als „Landeshauptmann“ bezeichnet und mit „Frau Landeshauptmann“ angesprochen zu werden.
Bei den Landtagswahlen 2000 legte die ÖVP um mehr als 11 Prozent zu, sie verpasste im Landtag um nur ein Mandat die absolute Mehrheit, die sie jedoch in der nach Proporz besetzten Landesregierung erhielt. In Klasnics Zeit als Landeshauptmann fiel der Aufbau des Autoclusters Steiermark, in dem rund um den Leitbetrieb Magna Steyr speziell kleine und mittlere Zulieferfirmen gefördert wurden.
Nach einem Skandal beim Landesenergieversorger Energie Steiermark, dem Scheitern eines Motorsportprojektes am A1-Ring in Spielberg, nach dem Rechnungshofbericht zum Tierpark Herberstein im August 2005 und nachdem ihr ehemaliger Parteikollege Hirschmann bei der folgenden Landtagswahl mit einer eigenen Liste antrat, geriet sie immer stärker unter Druck. Bei der Landtagswahl am 2. Oktober 2005 verlor die steirische Volkspartei über acht Prozent der Stimmen und die Mehrheit in der Landesregierung, worauf Klasnic noch am Abend des Wahltages ankündigte, der zukünftigen Landesregierung und auch dem Landtag nicht mehr anzugehören. In der Landesregierung folgte ihr Hermann Schützenhöfer als führender Vertreter der ÖVP nach, der stellvertretender Landeshauptmann wurde. Ihr Nachfolger als Landeshauptmann wurde am 25. Oktober 2005 Franz Voves (SPÖ).

## Aktivitäten seit 2006
Seit ihrem Ausscheiden aus der Berufspolitik engagiert sich Klasnic ehrenamtlich unter anderem als Vorsitzende des Kuratoriums des Zukunftsfonds der Republik Österreich (2006 bis Jänner 2011) und als Präsidentin des Dachverbandes Hospiz Österreich von 2008 bis 2021, seither ist sie Ehrenpräsidentin. In den Jahren 2006 bis 2016 war sie Mitglied im Europäischen Wirtschafts- und Sozialausschuss. Sie war auch Beraterin für sozio-ökonomische Fragen im Magna-Konzern von Frank Stronach und gründete 2007 mit ihrem langjährigen Mitarbeiter Herwig Hösele eine Beratungsfirma.
Im März 2010 wurde Klasnic zur Opferbeauftragten der österreichischen römisch-katholischen Kirche ernannt. In dieser Position leitet sie eine Kommission, die die Unabhängigkeit der Aufklärung der aktuellen Missbrauchsfälle von Kindern durch Angehörige der römisch-katholischen Kirche in Österreich gewährleisten soll. Vertreter der Plattform Betroffener kirchlicher Gewalt stehen dieser Entscheidung skeptisch gegenüber und hinterfragen die Unabhängigkeit der angekündigten Stelle.
Im Juni 2012 wurde Klasnic vom Senat der Montanuniversität Leoben zum Mitglied des Universitätsrats bestellt und war von 2013 bis 2023 dessen Vorsitzende. Seit 2014 ist sie Vorsitzende des Aufsichtsrates der Elisabethinen Graz GmbH. Im Jahr 2017 zog der Österreichische Skiverband (ÖSV) Klasnic als Opferschutzbeauftragte bei, nachdem die ehemalige Schifahrerin Nicola Werdenigg über mehrere sexuelle Übergriffe im Umfeld des ÖSV in den siebziger Jahren berichtet hatte. Von 2021 bis 2023 leitete sie die ICC (Independent Childprotection Commission) im Auftrag von SOS-Kinderdorf Österreich.
Von 2008 bis 2022 war sie Präsidentin von HOSPIZ ÖSTERREICH, dem
Dachverband der österreichischen Palliativ- und Hospizeinrichtungen und folgte in dieser Funktion Sr. Hildegard Teuschl nach.

## Privates
Nach einer Ausbildung im Fachhandel baute Klasnic gemeinsam mit ihrem Gatten ein Transportunternehmen auf. Sie ist verwitwet – ihr Mann starb 2015 – und hat drei Kinder sowie fünf Enkelkinder. Seit 2005 ist sie Ehrenmitglied der C.Ö.St.V. Academia Graz im VCS.

## Auszeichnungen (Auszug)
- Großes Silbernes Ehrenzeichen am Bande für Verdienste um die Republik Österreich[8] (2001)
- Großkreuz des Päpstlichen Ritterordens des heiligen Gregors des Großen[9] (2002)
- Ehrensenator der Universität Graz (2003)
- Marietta und Friedrich Torberg-Medaille (2005)
- Ehrenbürger von Mariazell (2005)
- Großes Goldenes Ehrenzeichen am Bande für Verdienste um die Republik Österreich[8] (2006)
- Grosskreuz des Fürstlich Liechtensteinischen Verdienstordens (2006)[10]
- Slowenischer Verdienstorden (2006)
- Großer Verdienstorden des Landes Südtirol (2013)
- Leopold-Kunschak-Preis (2013)[11]
- Ehrenbürgerin von Graz (2015)
- Ehrenring des Landes Steiermark (2020)[12]
- Großer Tiroler Adler-Orden (Beschluss 2019, Verleihung 2023)[13]